# گلن تیپتن
گلن تیپتن (به انگلیسی: Glenn Tipton) یکی از دو گیتاریست گروه هوی متال انگلیسی جوداس پریست است. او قبل از آن‌که در سال ۱۹۷۴ به جوداس بپیوندد در گروهی به نام دِ فلاینگ هَت بَند عضویت داشت.
در سال ۱۹۹۷ تیپتن اولین آلبوم شخصی‌اش به‌نام غسل تعمید آتش را با همکاری هنرمندانی چون بیلی شیهان، شنون لارکین، جانی اِنتویستل، کوزی پاول، رابرت تروهیو و جان ایری منتشر کرد.